# Torrent de can Gomis
|  | No s'ha de confondre amb Torrent del Gomis. |

El torrent de can Gomis, també anomenat torrent de Penitents, riera de Fragadell, torrent de la Font del Roure, torrent de Llacsalí o Jacsalí, és un torrent del barri de Vallcarca i els Penitents de Barcelona, en la conca de la riera de Vallcarca.
S'inicia per sota de la carretera de les Aigües, on hi havia la font d'en Falcó, o font de Vall Par, amb aigua bicarbonatada, que es va explotar comercialment als anys 1930. Segueix entre l'avinguda d'Adrià Gual i el carrer de Vallpar, únic tram del torrent que encara es conserva natural, passava per l'esquerra de la plaça d'Alfonso Comín, on hi havia la casa palau can Gomis, que li donava nom. Seguia per l'actual carrer d'Esteve Tarradas, on hi havia la masia can Llacsalí, i prop d'ella la font del Roure, fins a desembocar a la riera de Vallcarca, just abans del viaducte de Vallcarca.